# Kyllikki Kinnunen
Kyllikki Kinnunen (29 oktober 1926) is een schaatsster uit Finland.

## Resultaten

### Wereldkampioenschappen
| Jaar | Jaar     | Plaats    | Resultaten   | Resultaten                                 |
| ---- | -------- | --------- | ------------ | ------------------------------------------ |
| 1949 | Allround | Kongsberg | 17e Allround | 20e 500 m 19e 1000 m 17e 3000 m 16e 5000 m |

### Finse kampioenschappen
| Jaar | Resultaten | Resultaten                             |
| ---- | ---------- | -------------------------------------- |
| 1949 | Allround   | 3e 500 m 3e 1000 m 3e 3000 m 3e 5000 m |

## Persoonlijke records
| Afstand    | Tijd     | Datum            | Baan      |
| ---------- | -------- | ---------------- | --------- |
| 500 meter  | 56,50    | 12 februari 1949 | Kongsberg |
| 1000 meter | 2.00,60  | 12 februari 1949 | Kongsberg |
| 3000 meter | 6.25,10  | 12 februari 1949 | Kongsberg |
| 5000 meter | 11.10,30 | 12 februari 1949 | Kongsberg |